# 田中範昌
田中 範昌（たなか のりまさ、1980年5月15日 - ）は、愛媛県出身のバスケットボール選手である。ポジションはポイントガード。183cm、75kg。イカイレッドチンプス所属。

## 来歴
育英高校から青山学院大学、千葉バジャーズを経て、2005年のbjリーグドラフト全体24位（6巡目）で仙台89ERSに入団。初代主将を務める。
2007年、実業団のイカイに入団。

## 経歴
- 育英高 - 青山学院大学 - 千葉バジャーズ  - 仙台（2005年〜2006年） - イカイ（2007年〜）